# Бонкомпаньи, Джакомо (кардинал)
Джакомо Бонкомпаньи (итал. Giacomo Boncompagni; 15 мая 1652, Изола-дель-Лири, герцогство Сора — 24 марта 1731, Рим, Папская область) — итальянский куриальный кардинал и доктор обоих прав. Архиепископ Болоньи с 17 апреля 1690 по 24 марта 1731. Кардинал-священник с 12 декабря 1695, с титулом церкви Санта-Мария-ин-Виа с 2 января 1696 по 12 июня 1724. Кардинал-епископ Альбано с 12 июня 1724 по 24 марта 1731.